# Pterygoplichthys multiradiatus
Pterygoplichthys multiradiatus är en fiskart som först beskrevs av John Hancock 1828.  Pterygoplichthys multiradiatus ingår i släktet Pterygoplichthys och familjen Loricariidae. Inga underarter finns listade i Catalogue of Life.